# 尺蠖鱼蛭
尺蠖鱼蛭（学名：Piscicola geometra）为鱼蛭科鱼蛭属的动物。分布于欧洲、北美、南美以及中国大陆的西藏等地，营寄生生活，栖息于淡水或稍咸的水体里，主要在迅速流动的河流以及波浪冲刷的湖岸附近，平时吸附在寄主身上。该物种的模式产地在欧洲。